# Arabsko-izraelski konflikt
Arabsko-izraelski konflikt je konflikt med različnimi arabskimi državami in Izraelom. Konflikt se je začel stopnjevati v 20. stoletju, a se je do začetka 21. stoletja večinoma umiril. Korenine arabsko-izraelskega konflikta pripisujejo podpori držav članic Arabske lige Palestincem, ki so prav tako člani Lige, v še vedno trajajočem izraelsko-palestinskem konfliktu. To naj bi bilo posledica hkratnemu vzponu sionizma in arabskega nacionalizma proti koncu 19. stoletja, čeprav se ti dve nacionalni gibanji nista spopadli vse do 1920-ih.
Del palestinsko-izraelskega konflikta izvira iz nasprotujočih si pogledov glede lastništva ozemlja, ki je tvorilo britansko mandatno Palestino. To ozemlje so Judje smatrali za svojo rodno deželo, medtem ko ga je panarabsko gibanje istočasno smatralo za zgodovinsko last arabskih Palestincev. V panislamskem prepričanju pa ga štejejo za muslimansko deželo. Konflikt med Arabci in Judi na ozemlju Britanskega mandata je leta 1947 prerasel v obsežno palestinsko državljansko vojno. S podporo palestinskih Arabcev, zlasti po izraelski razglasitvi neodvisnosti, so sosednje arabske države maja 1948 vdrle na do takrat že nekdanje mandatno ozemlje, s čimer se je začela Prva arabsko-izraelska vojna. Veliki oboroženi spopadi so se po Jomkipurski vojni leta 1973 večinoma zaključili s sporazumi o prekinitvi ognja. Leta 1979 sta bila podpisana mirovna sporazuma med Izraelom in Egiptom, kar je privedlo do umika Izraela iz Sinajskega polotoka in odpravo sistema vojaškega upravljanja na Zahodnem bregu in v Gazi v prid izraelske civilne administracije ter posledično enostranske priključitve Golanske planote in Vzhodnega Jeruzalema. 
Arabsko-izraelski konflikt je kompleksen konflikt, ki se je skozi leta spreminjal in razvijal. Začel se je kot večji regionalni spor med arabskimi državami in Izraelom, nato pa se je postopoma preoblikoval v bolj lokalni konflikt med Izraelom in Palestinci, ki je dosegel svoj vrhunec med libanonsko vojno leta 1982, ko je Izrael posredoval v libanonski državljanski vojni, da bi pregnal z namenom pregona Palestinske osvobodilne organizacije iz Libanona. V tem obdobju so se odnosi med Izraelom in libanonsko vlado normalizirali, vendar je ta sporazum razveljavilo zavzetje Bejruta s strani muslimanskih in druzovskih milic leta 1983. Upadanje prve palestinske intifade med leti 1987 in 1993 je privedlo do začasna Sporazuma iz Osla leta 1994. Ta sporazuma sta omogočila ustanovitev Palestinske nacionalne oblasti v okviru izraelsko-palestinskega mirovnega procesa. V istem letu sta Izrael in Jordanija dosegla mirovni sporazum. Leta 2002 je Arabska liga ponudila priznanje Izraela s strani arabskih držav kot del rešitve palestinsko-izraelskega konflikta v okviru Arabskega mirovnega načrta. Ta pobuda je pozivala k normalizaciji odnosov med Arabsko ligo in Izraelom v zameno za popoln umik Izraela iz okupiranih ozemelj (vključno z Vzhodnim Jeruzalemom), ter za "pravično rešitev" problema palestinskih beguncev na podlagi Resolucija ZN št. 194. V 1990-ih in zgodnjih 2000-ih letih se je prekinitev ognja večinoma ohranila med Izraelom in sirskimi baasisti, medtem ko so v Libanonu še vedno potekali omejeni spopadi proti iranskim pomožnim milicam. Kljub mirovnim sporazumom z Egiptom in Jordanijo, začasnim mirovnim sporazumom s palestinsko oblastjo in splošno obstoječemu premirju sta do sredine 2010-ih Arabska liga in Izrael ostala v sporu zaradi številnih nerešenih vprašanj. Med arabskimi udeleženci v konfliktu sta Irak in Sirija edini državi, ki nista dosegli uradnega mirovnega sporazuma z Izraelom,in podpirata Iran. 
Potek državljanske vojne v Siriji je imel pomemben vpliv na razmere v bližini izraelske severne meje. Ta konflikt je povzročil spopade med več ključnimi akterji, vključno s Sirsko arabsko republiko, Hezbolahom in sirsko opozicijo, kar je privedlo do zapletov v njihovih odnosih z Izraelom. Poleg tega se je ta konflikt sovpadal z naraščajočo napetostjo med Izraelom in Iranom. Hkrati je v regiji nastajal širši konflikt med Izraelom in vladavino Hamasa v območju Gaze, ki ga je bilo mogoče pripisati širšemu iransko-izraelskem sporu. Do leta 2017 so se Izrael in več arabskih sunitskih držav pod vodstvom Saudove Arabije združili v poluradno koalicijo namenjeno soočanju z iranskim vplivom v regiji. To potezo in normalizacijo odnosov med Izraelom in Združenimi arabskimi emirati so nekateri označili kot zmanjšanje arabsko-izraelskega konflikta. Dogovor naj bi med drugim prinesel odpoved Izraela načrtom za nadaljnjo priključitev delov zasedenega Zahodnega brega.
Med večje vojne tega konflikta spadajo:
- prva arabsko-izraelska vojna (1948)
- sueška vojna (1956)
- šestdnevna vojna (1967)
- vojna izčrpavanja (1970)
- jomkipurska vojna (1973)
- libanonska vojna (1982)
- Operacija Cast Lead (2009)